# Пунтханам
Пунтханам Намбудири (1547 — 1640) — индийский поэт из штата Керала, писавший на языке малаялам. Наиболее известным его произведением является поэма «Джнанаппана», в которой он прославляет Гуруваюраппана — божество Кришны из храма в Гуруваюре. Пунтханам был одним из ярких представителей традиции бхакти в южноиндийской поэзии. Он был современником другого легендарного малаяламского поэта — Нараяны Бхаттатири.
Согласно легенде, Пунтханам женился в 20 лет, но долгое время его жена не могла родить ребёнка. Он начал поклоняться Гуруваюраппану и через какое-то время Кришна даровал ему сына. Пунтханам устроил огромный пир, на который пригласил всех своих родственников и знакомых, но незадолго до начала празднества младенец скончался. Убитый горем Пунтханам ушёл в храм Кришны в Гуруваюре и начал молится Гуруваюраппану, декламируя перед божеством «Шримад-Бхагаватам». Пунтханам развил с Кришной отношения духовной любви отца к сыну (ватсалья-раса) и достиг совершенства жизни. В своей поэме он пишет: «В то время как маленький Кришна танцует в наших сердцах, зачем нам нужны наши собственные дети?» Пунтханам провёл остаток своих дней декламируя «Шримад-Бхагаватам» в храме и воспевая славу Кришны в своих поэтических произведениях на языке малаялам. Именно в этот период своей жизни он сочинил свой шедевр — поэму «Джнанаппана».
Пунтханам отличался большим смирением. Его поэма «Джнанаппана» была написана простым языком и пронизана духом бхакти. Пунтханам был современником великого поэта и эрудита Нараяны Бхаттатири. После завершения написания «Джнанаппаны», он представил её на суд Бхаттатири, который к тому времени прославился как автор санскритской поэмы «Нараяниям». Бхаттатири свысока оценил творчество своего коллеги, указав на то, что поэма была написана не на санскрите, а на малаялам, и к тому же очень простым языком. Расстроенный Пунтханам ушёл в храм и долго плакал перед Гуруваюраппаном. Вечером, когда Бхаттатири готовился к декламации своей поэмы «Нараяниям» перед отходом ко сну, к нему пришёл незнакомый мальчик. Усевшись рядом с Бхаттатири, мальчик начал слушать, как Бхаттатири декламировал поэму. После первой же шлоки, мальчик указал поэту на имевшуюся в тексте грамматическую ошибку. Бхаттатири согласился с ним и продекламировал вторую шлоку, в которой мальчик обнаружил две ошибки. В третьей шлоке ошибок уже было три и т. д. После десятой шлоки Бхаттатири понял, что этот мальчик был самим Кришной, которые специально пришёл к нему с целью показать, что великая любовь и преданность Пунтханама была гораздо важнее эрудиции и знания санскрита. Бхаттатири немедля отправился к Пунтханаму и попросил у него прощения. Когда тот заново продекламировал ему «Джнанаппану», Бхаттатири признал, что поэма была совершенна.